# Hypochrosis manfredi
Hypochrosis manfredi is een vlinder uit de familie spanners (Geometridae). De wetenschappelijke naam van deze soort is voor het eerst geldig gepubliceerd in 2003 door Hausmann.
De soort komt voor in tropisch Afrika.